# Saint-Sulpice, Mayenne
 Saint-Sulpice  là một xã của tỉnh Mayenne, thuộc vùng Pays de la Loire, tây bắc nước Pháp.